# Awajichō (metropolitana di Tokyo)
Awajichō (淡路町駅?, Awajichō-eki) è una stazione della metropolitana di Tokyo, si trova a Chiyoda. La stazione è servita dalla linea Marunouchi della Tokyo Metro ed è direttamente collegata ad altre due stazioni che portano alle linee Shinjuku e Chiyoda.